# モン統一党
モン統一党; モン語: ဗော်ညဳသၟဟ်မန်; ビルマ語: မွန်ညီညွတ်ရေးပါတီ ビルマ語発音: [mʊ̀ɲ ɲìɲʊʔjé pàtì] ムン・ニーニュッイェー・パーティー; 略称: MUP) はミャンマー連邦の政党である。、2つの有力なモン族の政党の合併により成立し、10万人近くのメンバーを擁する。党はカレン州、タニンダーリ、ヤンゴン、バゴーおよび他の地域に支部を持っている。

## 歴史
2019年7月11日、モン統一党は、全モン地域民主党とモン国民党によって単一の党として結成された。2018年12月、全モン地域民主党、モン国民党（MNP）、および関心のあるモン政治家が選挙管理委員会に新しい党であるモン統一党を結成するよう請願書を提出した。

## 党構造
モン統一党の中央委員会には、中央執行委員会の59人のメンバーを含む140人のメンバーがいる。 4人の議長、6つの事務局で構成されている。